# Portatore di carica
Un portatore di carica è una particella mobile dotata di carica, solitamente carica elettrica.
In particolare, gli elettroni sono portatori di carica elettrica per eccellenza nel ramo dell'elettronica. Portatori di carica sono anche gli ioni liberi in una soluzione elettrolitica (anioni e cationi) o nel plasma. Le lacune di un semiconduttore si comportano come portatori di carica positiva e sono sotto molti aspetti simili agli elettroni di valenza. Altri portatori di carica sono, per esempio, i radicali chimici.
A seconda del tipo di portatore di carica deputato al trasporto della corrente, i conduttori elettrici si suddividono in conduttori elettronici (o "conduttori di prima specie") e conduttori ionici (o "conduttori di seconda specie"). Alcune particelle subatomiche come i quark o i gluoni osservabili in un acceleratore di particelle trasportano cariche di natura non elettrica. Lo spostamento ordinato di portatori di carica elettrica in una determinata direzione è detto corrente elettrica.

## Portatori di carica maggioritari e minoritari nei semiconduttori
Nei semiconduttori, la carica elettrica è trasportata da elettroni e lacune.
I portatori di carica più abbondanti si dicono maggioritari; essi sono gli elettroni nei semiconduttori a drogaggio di tipo n, e le lacune in quelli a drogaggio di tipo p.
I portatori di carica meno abbondanti sono detti invece minoritari; si tratta di lacune per il caso del drogaggio di tipo n, e di elettroni per il drogaggio di tipo p.